# طاهر بن حبيب
طاهر بن حبيب (740 - 808 ه‍) (1339 - 1406 م) هو أديب، وشاعر، ومؤرخ.ولد بحلب وبعد إكماله لتعليمه، تولى عدة وظائف إدارية منها كاتب بديوان الإنشاء بالقاهرة ودمشق، ألف ونظم عدة كتب. توفي بالقاهرة سنة 808 ه‍.

## سيرته
طاهر بن الحسن بن عمر بن الحسن بن حبيب بن عمر بن شويخ الزين أبو العز بن البدر أبي محمد الحلبي الحنفي، ويعرف ب «ابن حبيب». ولد بعد الأربعين وسبعمئة بقليل بحلب، وأخذ العلم من من إبراهيم بن الشهاب محمود وغيره، وأجاز له من دمشق الشهاب أبو العباس المرداوي خاتمة أصحاب ابن عبد الدايم ومحمد ابن عمر السلاوي وغيرهما، ومن دمشق ابن القماح وغيره، واشتغل وحصل ولازم الشيخين أبا جعفر الغرناطي وابن جابر وغيرهما، وكتب الخط المنسوب، وبرع في الأدب وغيره، ودخل القاهرة ودمشق وأقام في كل منهما مدة وكتب في ديوان الإنشاء ببلده وبالقاهرة، بل ناب فيها عن كاتب السر، وتعين للوظيفة مرارا وتكرارا. مات بالقاهرة في يوم الجمعة سابع عشر ذي الحجة سنة 808 ه‍.

## مؤلفاته
- شنف السامع في وصف الجامع (أي جامع بني أمية)
- حضرة النديم من تاريخ ابن العديم في تاريخ حلب
- أرجوزة الروض المروض في العروض وشرحها
- ذيل درة الأسلاك في دولة الأتراك
- تلخيص المفتاح في المعاني والبيان (نظم)
- السراجية في فرائض الحنفية
- وشي البردة (شرح للبردة)
- مختصر المنار في علم الأصول، وهو مطبوع في مصر سنة 1324 هـ